# Racisme antiblanc

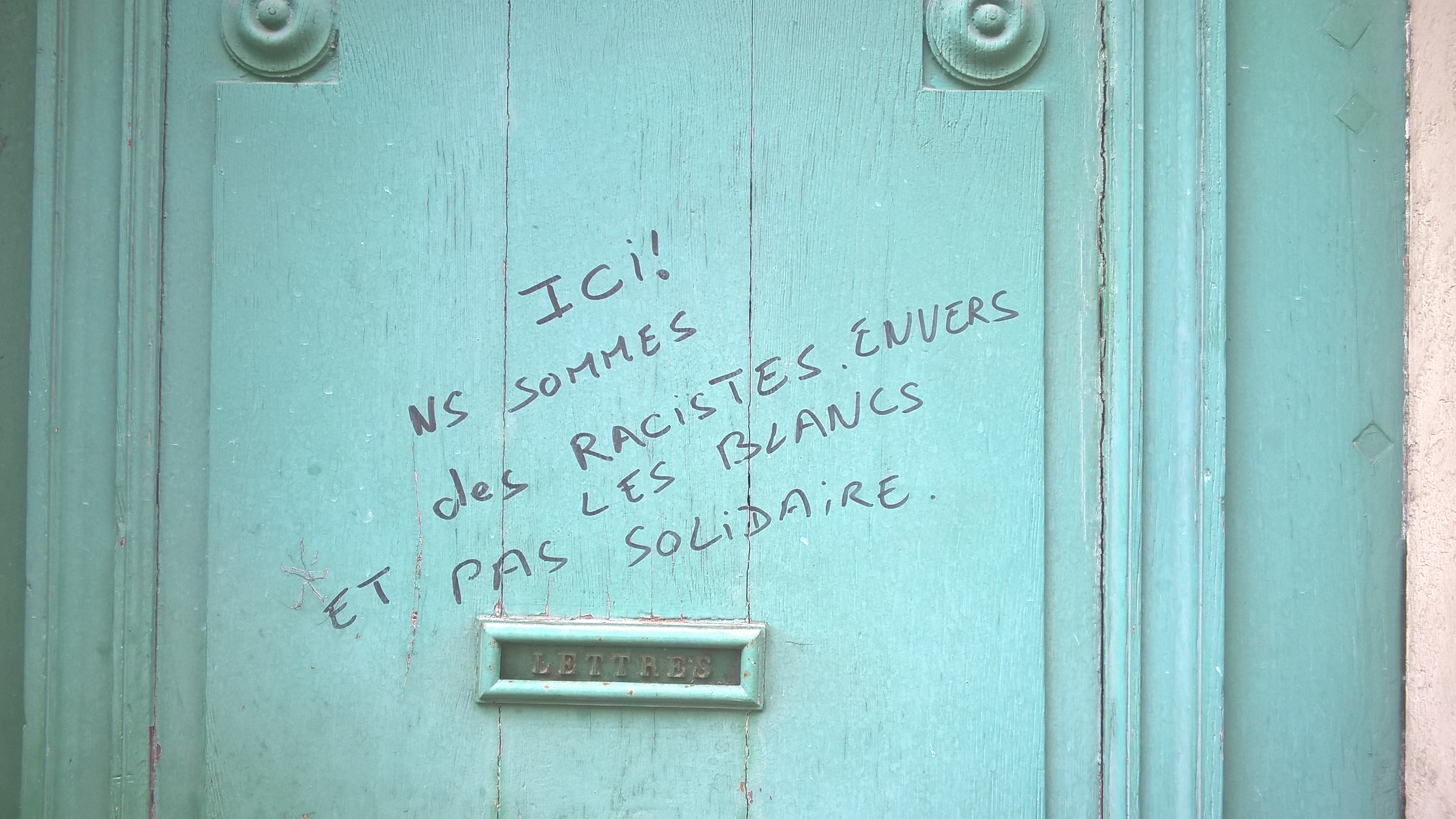
Graffiti Ici n[ou]s sommes des racistes envers les blancs et pas solidaire[s] sur une porte en France en 2016.

L'expression racisme antiblanc fait référence à des actes d'hostilité à caractère raciste visant spécifiquement les Blancs. Parfois vu comme une forme de « retournement » du racisme, il est alors qualifié de « racisme inversé ». Ces notions sont un objet d’étude de la sociologie, de la politologie et du droit, ainsi qu’un sujet d’actualité discuté dans les médias, par les intellectuels et dans la sphère sociale.
Les expressions « racisme antiblanc » et « racisme inversé » sont contestées par la majorité des chercheurs en sciences sociales, qui rappellent l'importance du contexte historique et font une distinction conceptuelle entre le racisme des dominants — inscrit dans l'organisation sociale, il est systémique ou structurel — et l’existence de certains comportements individuels ou de groupes relevant de la haine raciale (injure raciste, harcèlement, agression, appel à la haine ou à la violence, etc.). Ces auteurs considèrent que la notion de racisme anti-Blancs n'est pas pertinente dans des sociétés où les Blancs sont en position de domination.
En France, il est considéré comme un phénomène minoritaire à l'échelle nationale par rapport à d'autres types de racisme, les Blancs étant l'objet de très peu de discriminations en ce qui concerne le travail ou le logement. Dans le domaine politique, le terme est surtout utilisé et instrumentalisé par l'extrême droite, en réaction à l'antiracisme, et parfois par une partie de la droite nationale populiste, bien qu'il soit aussi utilisé par certaines associations anti-racistes comme la LICRA et le MRAP. La notion de racisme antiblanc est controversée chez certaines organisations issues de l'antiracisme ou de la gauche, des médias et des chercheurs qui pour la plupart, sans remettre en cause l'existence de ce racisme, critiquent l'utilisation de cette expression en raison de son instrumentalisation par le Rassemblement national qui n’a cependant pas créé le concept. Cette terminologie favoriserait, selon eux, un antagonisme communautaire faisant des distinctions entre les types de racisme.

## Origine historique du concept
Comme le note Anna Bax, la première occurrence du terme reverse racism (« racisme inversé ») rapportée par le Oxford English Dictionary date de 1950 et provient d'un article du Washington Post. À partir d'une analyse du corpus de Google Livres, Bax remarque que l'expression reverse racism commence à gagner en popularité en 1965, l'année du Voting Rights Act consacrant le droit de vote des Afro-Américains. Selon Emmanuel Debono, les premières polémiques d'ampleur autour du « racisme anti-blanc » du monde entier ont lieu dans les années 1960 en réaction à la crise congolaise, particulièrement en France.

## En philosophie
Selon Magali Bessone, professeure en philosophie politique à l'université Panthéon-Sorbonne, si le phénomène du racisme est envisagé de « manière structurelle », alors la notion de racisme anti-Blancs n'est pas pertinente « dans des sociétés où les Blancs sont en position de domination. [Ce qui] n’empêche pas l’existence de comportements individuels que l’on peut désigner dans ce cas comme relevant de la haine raciale ».

## En sciences sociales
Selon Racism, not Race, un ouvrage de vulgarisation scientifique sur le racisme: « Le racisme inversé, ou discrimination inversée, n'existe pas. C'est un mythe. L'idée de racisme inversé fait référence à un excès supposé de la part des programmes de discrimination positive qui visent à compenser les injustices du passé envers les minorités racisées. »
Selon Racisms: An Introduction, un manuel d'introduction aux études scientifiques sur le racisme, le « racisme inversé » ne peut exister qu'au sein d'une « culture de l'équivalence raciale » telle que définie par Miri Song en 2014. D'un point de vue scientifique, le racisme est une relation de pouvoir sociale inscrite dans une histoire spécifique. Il ne peut pas être réduit à des relations d'individu à individu. Un « racisme anti-blanc » est, selon l'auteur Steve Garner, difficilement imaginable d'un point de vue sociologique, et ne pourrait éventuellement exister que dans des contextes locaux spécifiques. Il n'existe cependant pas de preuve d'une discrimination des personnes blanches en tant que telles. Toutefois, des discours politiques, qui ne sont pas fondés sur des recherches scientifiques, utilisent cette idée pour mobiliser. Pour Garner, ces allégations de « racisme inversé », telles qu'apparues aux États-Unis et en Europe, sont même devenues un aspect fondamental du racisme dans sa version qui ne voit pas la couleur.

### Définition du concept de racisme
La sociologie étudie le racisme en tenant compte des contextes socio-historiques spécifiques et de l'existence préalable, dans les sociétés occidentales, d'idéologies et de politiques ayant historiquement donné aux Blancs le rôle de la « race dominante. »,,,. Les chercheurs établissent une distinction entre ce qui relève de comportements à caractère raciste — rejet, colère, insultes, agressions, etc. — de portée individuelle, et l'existence d'un « racisme systémique », c'est-à-dire inscrit dans l'organisation sociale.
Le sociologue français Éric Fassin recourt au concept de domination sociale pour définir le racisme, qu'il voit comme « un phénomène de domination sociale » qui ne peut par définition « pas être symétrique ». Selon lui, le racisme anti-Blanc se base sur une conception purement individualiste, or puisque le racisme est basé sur des rapports sociaux, le racisme anti-Blancs ne peut pas exister pour les sciences sociales et est un concept absurde.
Marie Peretti-Ndiaye, docteure en sociologie et chercheuse, s'appuie quant à elle sur une vision du racisme comme « un rapport social, une relation de domination au niveau macro-sociologique », et affirme qu'en France aujourd’hui, les personnes considérées comme 'blanches' ne font pas l'objet d'inégalités statistiquement significatives en raison de ce facteur. Toutefois, elle concède que « si le racisme est défini comme un phénomène se jouant au niveau individuel, à une plus petite échelle, alors on peut trouver quelques situations très circonscrites de personnes considérées comme blanches dans une situation qui leur est défavorable ».
Pour Véronique De Rudder, sociologie et chercheuse en migrations de l'université Paris-Diderot, des « actes isolés » ne remettent pas en cause « l'ordre social inégalitaire ». Selon elle, le racisme est moins un ensemble de faits divers qu'un « système » où les « dominants » maintiennent - même « inconsciemment » - les « dominés » (les « minorités ethnicisées ») à l'écart de certaines ressources.
Charlotte Recoquillon, géographe à l'institut français de géopolitique, définit le racisme de façon similaire en le dépeignant comme « un système, un ordre social, dont découlent des privilèges ». Affirmant que « personne ne nie que certaines attitudes, ponctuellement, peuvent nuire à des personnes dites blanches », elle ajoute que cela n'est pas du racisme d'un point de vue sociologique, parce que cela « ne détermine pas leur position sociale, leur rapport aux autres ». Selon elle, « c'est la définition étendue du racisme qui fait œuvre dans notre société et qui est retenue dans les travaux sociologiques », donc d'un point de vue sociologique, « le racisme anti-blanc n'existe pas. ». Selon France Info, cette définition est majoritaire chez les sociologues.
Pour Pamela Ohene-Nyako, doctorante en histoire à l’Université de Genève, le racisme anti-blanc n'existe pas parce qu'il n'y a pas eu « de mouvement de théorisation raciale prônant l’infériorité des Blanches et des Blancs, ni de société qui se soit structurée sur leur domination ou infériorisation, ni de violences systémiques à leur encontre ».
Pooja Sawrikar, psychologue et Ilan Katz, chercheur en travail social de l'Université de New South Wales, remettent en cause cette définition du racisme, qu'ils résument par « racisme = préjugés et pouvoir » (« Racism = Prejudice + Power »). Trouvant cette approche « réductionniste », ils réfutent les définitions du racisme basées sur le pouvoir social, qui réduiraient selon eux le racisme au suprémacisme blanc dans les sociétés à majorité blanche. Ainsi, l'idée selon laquelle « seuls les Blancs peuvent être racistes » serait donc fausse et raciste. Par ailleurs, ils affirment que cette approche où les Blancs sont mis au centre de tout discours sur la race pousse à l'impuissance dans la lutte contre le racisme. Cette impuissance se manifesterait sous la forme d'un sentiment de culpabilité chez les personnes blanches, dû au fait qu'ils ne peuvent rien individuellement contre le racisme vu qu'ils sont oppresseurs de par leur couleur de peau, et une sensation d'impuissance au sein des minorités ethniques, qui seraient forcées d'admettre que le racisme est un état de fait qu'ils ne peuvent changer. L'approche pousserait également à la passivité, à la fois des personnes blanches ne participant pas à la lutte anti-raciste qui se complairaient dans leur rôle assigné de dominants, et des personnes issues des minorités raciales, qui rejetteraient toute responsabilité en raison de leur statut de minorité.
Proche de cette vision, le politologue, sociologue, historien des idées et directeur de recherche au CNRS honoraire français
Pierre-André Taguieff considère que les notions de « racisme institutionnel », « racisme structurel » ou « racisme systémique » dérivent de la définition antiraciste du racisme fabriquée par des militants afro-américains révolutionnaires à la fin des années 1960. Selon lui, ces termes ne seraient pas l'expression d’une conceptualisation du racisme, mais « une arme symbolique qui consiste à réduire le racisme au racisme blanc censé être inhérent à la « société blanche » ou à la « domination blanche », celle-ci étant la seule forme de domination raciale reconnue et dénoncée par les néo-antiracistes. » La société blanche étant conceptualisée comme « intrinsèquement raciste », « il s’ensuit que le racisme anti-Blancs ne peut pas exister. C’est là un article de foi fondamental du nouveau catéchisme « antiraciste ». ».
Pour Daniel Sabbagh, directeur de recherche au Centre de recherches internationales, le racisme est appréhendable selon trois points de vue. Le premier est idéologique, fondé sur la hiérarchisation de « races » définies par une racialisation de l'humanité. Le deuxième, objet d'études de la psychologie sociale notamment, conçoit le racisme comme un ensemble d'attitudes négatives à l'égard de l'autre racisé (« racisme attitudinal »). Le troisième est le racisme systémique. Le chercheur estime que l'usage de l'expression « racisme anti-Blancs » n'est pas abusive pour caractériser, par exemple, le racisme idéologique ou attitudinal inévitablement produit en réaction au racisme subi, sans commune mesure, par les « non-Blancs ». Il cite en exemple le discours idéologique d'Elijah Muhammad, dirigeant de la Nation of Islam, assimilant les Blancs à des « démons », et la vidéo du rappeur français Nick Conrad, diffusée sur le web en septembre 2018 et intitulée Pendez les Blancs. Daniel Sabbagh convient que si l'on ne retient que le racisme systémique, comme conception du racisme, alors l'expression « racisme anti-Blancs » est sans objet. Il estime cependant que le racisme doit être étudié dans toutes ses dimensions.

### Racisme inversé
Les sociologues américains, auteurs du Dictionary of Race and Ethnic Relations, considèrent que le terme, qui suggère à tort que le racisme peut être étudié « sans tenir compte de l'expérience historique très différente des groupes impliqués », n'est pas adapté ; une importante distinction existant entre le racisme blanc qui résulte d'un héritage de l'impérialisme et sa « version noire » qui, elle, représente une réaction au racisme blanc,.
Robin DiAngelo dénonce également le terme de « racisme inversé » ; « après tout, les personnes de couleur peuvent montrer des préjugés contre les blancs. Il est également condamnable, mais cette forme de discrimination ne s'accompagne pas d'un privilège systémique et n'est donc pas du racisme selon la définition moderne ». Selon elle, lorsque l'on comprend que le racisme est un système de pouvoir institutionnel inégal, il est impossible de parler de racisme inversé ; « Tout le monde a des préjugés raciaux, mais lorsque vous soutenez les préjugés collectifs de votre groupe avec une autorité légale et un contrôle institutionnel, […] vos préjugés raciaux deviennent un système de grande envergure qui ne dépend pas de votre intention consciente. Cela devient la valeur par défaut ».
Pour Matthew Desmond et Mustafa Emirbayer (du département de sociologie de l'université du Wisconsin à Madison), « il n’existe pas de «racisme institutionnel noir» ou de «racisme institutionnel inversé», car il n’existe pas de système de domination socialement ancré et normalisé, vieux de plusieurs siècles, conçu par des personnes de couleur qui nie les Blancs ».
Le terme « reverse racism against whites » a été utilisé au Zimbabwe pour parler des violences anti-blancs et de l'idéologie de l'Union nationale africaine du Zimbabwe - Front populaire (ZANU-PF) faisant des Blancs au début des années 2000 des ennemis de l'État, qu'il fallait écraser, et qui devaient prouver leur loyauté à l'État du Zimbabwe en dénonçant leurs supposés pays d'origine, y compris s'ils s'étaient battus contre la colonisation.

## Par continent et pays

### Amériques

#### États-Unis
Aux États-Unis, l'idée de racisme inversé entre dans les débats politiques à partir de 1965. Les néo-conservateurs réagissent aux politiques de discrimination positive en les déclarant contraires à l'idéal d'une société qui ne verrait plus la race (color-blind). Ils accusent les antiracistes d'être les véritables racistes. En 1978, la jurisprudence Regents of the University of California v. Bakke (en) de la Cour suprême reconnaît pour la première fois une « discrimination inversée » contre une personne blanche en matière de discrimination positive. Certains Afro-Américains et Afro-Caribéens expriment une hostilité ou une indifférence envers les blancs qui est interprétée par certains comme ressemblant à une image inversée du racisme blanc. Des chercheurs en sociologie comme Jessica T. Simes ou en psychologie comme Len Lecci et James D. Johnson ont abordé la question dans certains articles. Ils désignent ce phénomène en utilisant les expressions « antiwhite sentiment » ou « antiwhite attitude ».
Il existe des suprémacistes noirs (black supremacists) prônant la supériorité de la « race noire », notamment des groupes organisés tels que Nation of Islam (NOI) et le New Black Panther Party (NBPP). Ces groupes ont été accusés à maintes reprises d'attiser la haine raciale à l'égard des Blancs. Le Southern Poverty Law Center (SPLC) qualifie le NBPP de groupe haineux séparatiste noir et affirme que ses dirigeants « ont prôné le meurtre des Juifs et des Blancs »,, tandis qu'il décrit Nation of Islam comme ayant une « théologie de la supériorité innée des Noirs sur les Blancs ». Nation of Islam fut notamment représenté par Malcolm X puis par Khalid Abdul Muhammad qui tient des discours antiblancs et appelle au meurtre des Américains blancs et des Sud-Africains blancs,,. Eldridge Cleaver, futur « ministre de l'Information » du Black Panther Party, affirmait que les viols pour lesquels il avait été emprisonné et qui ciblaient en priorité des femmes blanches, représentaient pour lui un « acte insurrectionnel » et une vengeance contre « la loi et le système de valeurs de l'homme blanc »,. Selon Nation of Islam, les Blancs ont été créés il y a 6 600 ans comme une « race de diables » par un scientifique maléfique nommé Yakub, une histoire dont l'origine remonte au fondateur du groupe, Wallace Fard Muhammad. Les discours d'Elijah Muhammad et de Louis Farrakhan, tous deux dirigeants de Nation of Islam, ont souvent mis l'accent sur la haine des Blancs,. Par exemple, lors d'un événement à Milwaukee en août 2015, Farrakhan déclare : « Les Blancs méritent de mourir, et ils le savent, alors ils pensent que c'est nous qui sommes là pour le faire. ». Selon le sociologue Robert Miles (en), Nation of Islam peut être décrit comme raciste à cause des propos de Farrakhan. Selon l'Encyclopedia of Race and Ethnic Studies publiée en 2004 chez Routledge, Miles fait probalement référence à l'anti-sémitisme de Farrakhan, dont les idées ressemblent beaucoup à la théorie du complot des Protocoles des Sages de Sion, répandue parmi les organisations racistes blanches.
La United Nuwaubian Nation of Moors, un groupe suprémaciste noir fondé et dirigé par Dwight York (en),, a été décrite par le SPLC comme prônant la croyance en la supériorité des Noirs sur les Blancs. Le SPLC a rapporté que les enseignements de York incluaient la croyance que « les Blancs sont des "diables", dépourvus de cœur et d'âme, leur couleur étant le résultat de la lèpre et d'une infériorité génétique »,. Un autre groupe suprémaciste noir, Nation of Yahweh (en), fondée par Hulon Mitchell Jr., également connu sous le nom de Yahweh ben Yahweh (en), a été qualifiée de raciste par le SPLC, qui affirme que le groupe croit que les Noirs sont les véritables Israélites et que les Blancs détiennent des « pouvoirs maléfiques ». Le SPLC affirme également que le groupe croit que Yahweh ben Yahweh avait pour mission messianique de vaincre les Blancs et qu'il avait des opinions similaires à celles du mouvement de l'identité chrétienne (Christian Identity Movement), qui considère les « Aryens » comme les véritables Israélites et les non-Blancs comme des démons. En 2007, Nation de Yahweh avait éliminé les appels à la violence et atténué sa rhétorique antiblanche, mais demeurait suprémaciste noire et antisémite dans son idéologie.
Les partisans de la « théorie de la mélanine » (Melanin Theory) soutiennent que les blancs souffrent d'un déficit en mélanine qui les rendraient inférieurs aux noirs d'un point de vue sportif, intellectuel et spirituel,. Selon l'anthropologue Bernard R. Ortiz, cette théorie « réactive le racisme biologique ». Cette théorie a connu un succès relatif auprès de certains Afro-Américains, à travers notamment les écrits du politologue et professeur Leonard Jeffries (en), et de la psychiatre afrocentriste Frances Cress Welsing,,. Selon l'historienne Finola Finn, dans l'ensemble, la théorie de la mélanine a été surtout relayée par des médias blancs, parfois pour la dénoncer en tant que « racisme inversé », mais sans remettre fondamentalement en question ses présupposés hérités de l'idéologie raciste dominante aux États-Unis. Les principales critiques de Cress Welsing ont surtout émané de la communauté afro-américaine.
Selon un sondage du Public Religion Research Institute (Institut public de recherches sur la religion), réalisé en 2012 sur un échantillon d'environ 2 000 individus âgés entre 18 et 24 ans, 58 % des Blancs, 39 % des Hispaniques et 24 % des Noirs interrogés à propos de la « discrimination inversée » (reverse discrimination) pensent que la discrimination envers les Blancs est devenue un problème aussi important que celle envers les Noirs et les autres minorités ethniques (sur l'ensemble des personnes interrogées, 48 % partagent cet avis et 47 % sont en désaccord),. Selon un sondage de 2017 de la National Public Radio, la Fondation Robert Wood Johnson et la Harvard T.H. Chan School of Public Health, une majorité (55%) des Américains blancs considèrent que la discrimination anti-blanche existe aux États-Unis, et près d'un sur cinq (19%) affirment avoir été victimes de discrimination lors d'une recherche d'emploi. Les réponses varient en fonction notamment du revenu, les Américains blancs à revenu moyen et bas affirmant plus souvent qu'une discrimination antiblanche existe et qu'ils ont été victimes. Selon Joe Feagin (en), cette prévalence peut être expliquée par la croyance selon laquelle les blancs seraient victimes des mesures de discrimination positive. Pour le sociologue Feagin, ces croyances servent à détourner l'attention du « problème crucial du racisme systémique qui opprime encore les Américains de couleur au quotidien ».

#### Haïti
Dans une première phase de son travail, l'historien Philippe R. Girard qualifie les massacres de 1804 en Haïti, qui marquent la fin de la Révolution haïtienne, de génocide, justifié notamment par un racisme envers les Blancs,. Toutefois, comme le remarque une revue de la littérature sur l'historiographie de la Révolution haïtienne, Philippe Girard, dans son livre de 2011 The Slaves who defeated Napoleon, effectue un revirement et considère que le terme « génocide » est en fait inapproprié dans ce contexte historique. Girard craint en effet que ce terme ne laisse entendre que les victimes des massacres de 1804 auraient été choisies sur la base de leur couleur de peau, et il reconnaît que cela contredirait sa propre hypothèse selon laquelle la Révolution n'était pas un conflit racial. Le même article de revue historiographique note un « biais évident de Girard en faveur du colonialisme français ». Raphael Hoermann ajoute que les discours sur l'« esclavage inversé » au sein de la littérature gothique du tournant du XIXe siècle, sur lesquels s'appuie en partie Girard, sont en fait des constructions littéraires empreintes de propagande anti-haïtianiste.

### Europe

#### France

##### Histoire du concept
Pierre-André Taguieff note que l'expression « racisme antiblanc » figure dans l'ouvrage Le Racisme dans le monde (1964) de Pierre Paraf, président du MRAP, à l'époque une organisation « tiers-mondis[t]e d'obédience communiste », selon le politologue. Dans son livre, Paraf affirme, à propos de certains comportements chez les peuples africains et asiatiques autrefois colonisés par les Européens, que « le caractère même du racisme implique qu'il n'est pas plus étranger aux "hommes de couleur" qu'aux blancs. » Le président du MRAP souligne ensuite son propos : « Racisme antijuif, racisme antinoir, racisme anti-blanc… qu'il soit collectif ou individuel, le racisme demeure l'un des grands maux dont souffrent les hommes aujourd'hui ». Cependant, Pierre-André Taguieff constate que le Front national a effectivement instrumentalisé la dénonciation du « racisme antiblanc » en en faisant « l'un de ses thèmes de propagande. Et certains publicistes d'extrême droite se sont emparés du thème, afin de criminaliser l'immigration d'origine extra-européenne. » Or le politologue souligne que l'expression ne doit pas être considérée pour autant comme « contaminée par son usage lepéniste » afin de nier ou minimiser « la réalité du phénomène », ou d'intimider ceux qui évoquent le racisme antiblanc.
Plusieurs auteurs observent que cette expression a été développée par l'extrême droite française, qui a popularisé le terme en l'intégrant dans son lexique,,,.
En 1966, le Mouvement nationaliste du progrès — après avoir attaqué notamment « un régime qui ne fait aucune différence entre le bantou, le provençal et le chinois » — se défend de l'accusation de racisme, en déclarant que « son objectif est seulement de défendre la civilisation occidentale contre le « racisme antiblanc » ». En 1979, lors d'un meeting du Front national, Jean-Marie Le Pen annonce la création d'une ligue contre le « racisme anti français ». Il théorise ensuite l'idée d'un « racisme inversé » en 1998 : « L'antiracisme, instrument politique d'aujourd'hui, comme le fut l'antifascisme avant-guerre, n'est pas un non-racisme. C'est un racisme inversé, un racisme anti-Français, anti-Blanc ». Selon le sociologue Erwan Lecœur, spécialiste de l'extrême droite, « ce concept a été développé et instrumentalisé par le parti frontiste pour « sortir du piège de l'accusation récurrente de racisme » dont il était victime et « la retourner par tous les moyens possibles » contre ses détracteurs. Objectif : discréditer le discours d'associations comme SOS Racisme, alors en plein essor, en leur reprochant de ne pas défendre les « Français de souche » ».
D'après le sociologue Sylvain Crépon, également spécialiste de l'extrême droite : « [la thèse de « racisme antiblanc »] a été conceptualisée en 1978 par François Duprat, alors l'un des responsables du Front national, juste avant sa mort dans un attentat non expliqué. Il est à l'origine des principales thématiques du FN qui sont toujours présentes à l'heure actuelle, à savoir, d'une part, le slogan de la préférence nationale « Un million de chômeurs, c'est un million d'immigrés en trop », d'autre part, la dénonciation du « racisme anti-Français ». Finalement, c'est le retournement de rhétorique pour laquelle l'extrême droite a toujours été très forte. Puisqu'on les accuse d'être racistes, ils accusent à leur tour les racistes anti-blancs, anti-Français. »
Bruno Mégret est ensuite promu spécialiste du « racisme anti-français » au sein du FN. Selon le Dictionnaire de l'extrême droite du psychosociologue Erwan Lecœur, la notion de « racisme antiblanc » a été également introduite par l'association d'extrême droite Alliance générale contre le racisme et pour le respect de l'identité française et chrétienne (AGRIF), au côté de termes comme « racisme antifrançais » et « racisme antichrétien », affirmation reprise par Le Figaro. D'après le dictionnaire de Lecœur, l'emploi de ces notions s'inscrit dans une stratégie de « retournement victimaire » contre l'antiracisme pour « sortir du piège de l'accusation récurrente de racisme » et « la retourner par tous les moyens possibles ». La notion a été largement propagée et instrumentalisée par l'extrême droite (notamment dans le sillage de la Nouvelle Droite), en réponse à l'émergence du thème de l'antiracisme.
Pour le politologue spécialiste de l'extrême droite Stéphane François, la dénonciation du racisme antiblanc par les franges de certains partis de droite et d'extrême droite est « toujours corrélative d'une condamnation d'une supposée islamisation du pays » et affirme que « ce type de discours est un thème classique de ces partis ». Le discours du racisme antiblanc, lié au débat du grand remplacement, est d'après lui un « thème porteur pour les différentes formations identitaires européennes, certains agissant par la violence, tandis que d'autres, refusant les violences physiques, développent un discours agressif » qui se rassemblent au niveau européen pour « défendre les « blancs » contre les « autres », vus comme des hordes d'envahisseurs racistes, avides des systèmes sociaux des pays européens ». Selon lui, si la crise et le communautarisme ont aidé à la propagation de ce type de discours, c'est surtout « à la suite des différentes campagnes sur la supposée incapacité des musulmans à s'intégrer dans les sociétés occidentales » relayées par l'extrême droite dont le Bloc identitaire et par le « pseudo-débat sur l'identité nationale ». Il conclut que ce racisme existe, mais qu'il est minoritaire et victime d'un tabou dont a profité l'extrême droite.
Selon le sociologue Michel Wieviorka, le racisme antiblanc « est un thème d'extrême droite repris à l'occasion d'une opposition politique entre les deux candidats à la présidence de l'UMP ». Il dénonce une radicalisation avec ce terme alors que des hommes politiques comme Copé auraient pu utiliser le terme « racisme antifrançais ». Pour lui c'est « une thématique excessive », le racisme de certaines minorités serait dirigé contre les « dominants », certes blancs, mais désignés d'abord comme bourgeois, riches ou français, avec parfois des discours antisémites.
Fin 2017, un particulier crée l'Organisation de lutte contre le racisme anti-blanc (OLRA) qui se présente comme « laïque, apolitique et indépendante ». Selon Le Point, cette association « est soupçonnée d'alimenter le discours identitaire » car « le racisme anti-Blanc reste un cheval de bataille privilégié de l'extrême droite ». Paris Match soutient que cette association est porteuse d'« un discours plébiscité par l'extrême droite », mettant en sources des sites de ce courant avec parfois de la désinformation. Selon Dominique Sopo, président de SOS Racisme, « Défendre l'existence du racisme anti-Blanc, c'est rendre service à l'extrême droite. Cette association est à l'opposé de la lutte antiraciste ». Pour Éric Fassin, sociologue spécialiste des questions raciales à l'université Paris VIII, le but de l'association est d'« installer ce concept de racisme anti-Blanc propre aux identitaires dans le langage mainstream. ».

##### Racisme contre la population majoritaire selon l'Ined
Dans une enquête sociologique réalisée en 2008 par l'Institut national d'études démographiques (Ined), qui n'utilise jamais l'expression de « racisme antiblanc », il apparaît que 16 % de la population majoritaire déclare avoir été victime d'une « situation raciste », contre 32 % pour les immigrés et 36 % pour les descendants d'immigrés. 23 % de la population majoritaire affirment « ne pas avoir vécu de situation raciste mais s'y sentent exposés », contre 29 % pour les immigrés et 25 % pour les descendants d'immigrés. De plus, 10 % des personnes de souche européenne affirment avoir subi au cours des cinq dernières années des discriminations racistes, contre 26 % pour les immigrés, 31 % pour les descendants de deux parents immigrés et 17 % pour les descendants d'un parent immigré. Les motifs de discrimination les plus déclarés par la population majoritaire sont pour 18 % liés à l'origine contre 70 % pour les immigrés et 65 % pour les descendants d'immigrés. Les autres motifs de discrimination de la population majoritaire sont liés au sexe (24 %) et à l'âge (16 %). Selon Le Point qui se base sur cette étude, la population majoritaire peut être victime de racisme, « mais dans une proportion beaucoup plus faible (15 %) que les minorités racisées, et surtout, ce racisme ne se produit qu'une fois, le plus souvent dans la rue » alors que « 55 % des descendants de pays d'Afrique centrale et 38 % des descendants de Marocains et Tunisiens déclarent avoir été victimes de racisme explicite au cours de leur vie en France ».
Aucun membre de la population majoritaire ne déclare avoir été victime de discrimination liée à la couleur de peau dans les motifs de discrimination les plus déclarés, contre 43 % pour les immigrés et 28 % pour les descendants d'immigrés. Les auteurs de l'étude concluent que « le racisme subi est associé à des expériences de discrimination raciale pour les immigrés et les enfants d'immigrés, alors que pour la population majoritaire le racisme subi n'est pas associé à des discriminations basées sur l'origine ».
Au printemps 2012, l'Ined publie une nouvelle enquête réalisée entre septembre 2008 et février 2009 sur des personnes nées entre 1948 et 1990 qui montre que 18 % des personnes appartenant à la « population majoritaire » de France, donc à la population blanche, déclarent avoir été « la cible d'insultes, de propos ou d'attitudes racistes » contre 30 % pour les immigrés et 37 % pour les descendants d'immigrés. Une étude du même institut a conclu, en 2016, que le phénomène n'avait « pas le caractère d'une expérience de masse » : « Le racisme des minoritaires à l'encontre des majoritaires peut blesser verbalement, voire être agressif physiquement, mais il ne fait pas système et ne produit pas d'inégalités sociales. » En 2012, Jean-Luc Primon, sociologue à l'université de Nice et chercheur à l'Unité de recherche Migrations et société (Urmis), participant à l'enquête TEO, première base de données de l'INED sur les origines, déclare qu'un peu plus d'une personne sur dix de celles classées dans la population dite « majoritaire » (ni immigrées, ni issues de l'immigration, ni originaires d'Outre-mer) déclare avoir vécu une expérience de racisme.
Selon la chercheuse spécialisée sur le racisme Carole Reynaud-Paligot, qui s'appuie sur cette étude, les manifestations de racisme antiblanc « concernent une faible proportion de personnes. Elles sont vécues uniquement dans l'espace public sous forme d'insultes, alors que le racisme [envers d'autres communautés] peut affecter l'accès au travail ou au logement, et se manifeste par toutes sortes de discriminations. Concernant les Blancs, il n'y a pas d'impact sur l'insertion sociale ». Le racisme contre la population majoritaire existe, « mais dans une proportion beaucoup plus faible (15 %) que les minorités racisées, et surtout, ce racisme ne se produit qu'une fois, le plus souvent dans la rue ». Une analyse partagée par la généticienne Évelyne Heyer.
Selon l'étude de 2016 de l'INED, « Avec 15% des personnes se disant victimes de racisme, la "population majoritaire non paupérisée" est la catégorie ayant la plus faible statistique du classement » comparée au « 60% des personnes dont les parents sont nés en Afrique centrale, 58% pour l'Afrique sahélienne, 54% pour les DOM ou l'Asie du Sud-Est et 50% pour l'Algérie ». De plus, selon Patrick Simon, démographe et sociologue à l'Ined, « Une partie de ces personnes issues de la "population majoritaire" sont exposées au racisme par intermédiaire, par exemple parce que leur conjoint lui-même est "racisé". Elles perçoivent et reçoivent le racisme que vit leur conjoint. Ou alors elles sont elles-mêmes prises à partie comme étant associées à la personne "racisée" ». Il y a aussi les personnes converties à l'islam victimes de racisme « qui perdent en quelque sorte leur statut de Blanc » ou les « personnes juives qui peuvent être perçues comme blanches mais sont également exposées à l'antisémitisme ». Pour lui, « quand ces personnes déclarent avoir été exposées à du racisme, ce n'est pas en tant que blanches : elles ont été "racisées" ». Il y a également selon lui « un sentiment de mal-être », les personnes de la population majoritaire qui se disent victimes de racisme ne résident pas forcément dans des quartiers à forte population immigrée et « ce ne sont pas toujours des expériences concrètes, mais sans doute des réactions à la présence de minorités considérées comme trop voyantes, trop actives, trop expressives ».

##### Controverses
La notion de racisme antiblanc reste controversée parmi de nombreuses associations de défense des droits de l'Homme et de lutte contre le racisme ainsi que parmi de nombreux intellectuels, non pas à chaque fois parce que l'existence du racisme visant les Blancs est niée en tant que telle, mais parce que le concept de racisme antiblanc, qui prétend rendre compte de ce racisme, l'envisage comme un racisme à part et adopte un point de vue communautariste qui fait des distinctions entre les différents types de racisme et ses différentes victimes, et attise ainsi les antagonismes communautaires. Dans cette perspective, le concept de racisme antiblanc est contesté au profit d'une vue qui considère le racisme envers les Blancs comme étant un racisme comme les autres.
Samuel Thomas, un dirigeant de SOS Racisme, reconnaît que le racisme se trouve dans toutes les couches de la population française, y compris dans celles issues de l'immigration. Il considère donc nécessaire d'éduquer aussi bien les uns que les autres. Il refuse toutefois la notion de racisme antiblanc parce que, non seulement elle privilégierait une logique communautariste, mais aussi parce que la notion aurait été instrumentalisée par l'extrême droite.
L'historien Pap Ndiaye évoque les sous-entendus idéologiques d'extrême droite souvent impliqués dans l'emploi de l'expression "racisme antiblanc".
En mars 2005, l'« appel contre les violences anti-blanches » de l'hebdomadaire Marianne, et la parution de l'article du journaliste Luc Bronner dans Le Monde ont créé un tollé parmi des intellectuels et personnalités politiques. Esther Benbassa, historienne et alors sénatrice Europe Écologie Les Verts, dénonce une logique communautariste qui, selon elle, sous-tend cette pétition,,. Michel Kokoreff modère sa position en 2012, affirmant que « sans nier l'existence d'un tel racisme, il faut rappeler qu'il est extrêmement minoritaire par rapport à l'islamophobie qui progresse encore en France » .

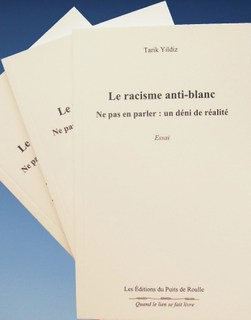
Le racisme anti-blanc, Ne pas en parler : un déni de réalité par Tarik Yildiz.

Tarik Yildiz, doctorant en sociologie politique, publie en 2010 un essai dans lequel, après neuf entretiens avec des habitants de Seine-Saint-Denis, il dresse une cartographie du racisme antiblanc dans les banlieues,. Selon lui, les « Français de souche » subissent avec le racisme antiblanc une pression sociale qui les pousse à déménager. Son propos, selon l'auteur lui-même, ne prétend pas relever de l'étude scientifique. Yildiz déclare : « Ne pas entendre ceux qui souffrent, c'est prendre le risque de l'engrenage et les jeter dans les bras des partis extrémistes ». Recommandé par Ivan Rioufol et Robert Ménard, l'essai est critiqué par l'universitaire Olivier Estève qui juge que, sous couvert de lever un tabou, le travail d'Yildiz apporte une légitimation universitaire à des thèses d'extrême-droite que prétend combattre son auteur. Sur le fond, il reproche au jeune sociologue un défaut de contextualisation de l'« appel contre les ratonnades anti-Blancs » qui sous-tend sa démonstration par l'exemple. À l'opposé, Pierre Hayat, agrégé de philosophie et docteur, s'appuie sur l'ouvrage de Yildiz pour dénoncer « les sophismes des communautaristes qui aboutissent à sélectionner les racismes sous couvert de combat contre les dominations culturelles, priv[a]nt l'antiracisme de ses repères essentiels. ».
En 2012, Tarik Yildiz utilise le concept de racisme anti-blanc pour pointer du doigt une forme de racisme « majoritairement d'agressions verbales, dans les quartiers défavorisés. Quasiment tous les jours, dans les collèges tendus de la région parisienne, une insulte anti-Blanc est prononcée ». Expliquant qu’il s’agit « d'un racisme minoritaire mais non marginal. », il précise qu'« il est extrêmement rare qu'un Blanc se fasse refouler de boîte de nuit ou contrôler dans la rue parce qu'il est blanc ». Cette absence de « discrimination concrète » conduit la Ligue internationale contre le racisme et l'antisémitisme (Licra) à « refuser de considérer l'existence d'un racisme anti-Blanc ». Cependant, en 2015, la Licra se porte partie civile dans une affaire qualifiée de « racisme anti-blanc » — un jeune homme, ayant traité le passager d'un train de « sale blanc, sale Français », avait été poursuivi pour « injure publique à caractère racial » — ; à l’issue du jugement d'appel qui voit, en 2016, la peine majorée, la ligue se félicite de la décision, son président, Alain Jakubowicz, rappelant que « toutes les formes de racisme sont condamnables, d’où qu’elles viennent et indépendamment de la couleur de peau, de l’origine ou de la religion de la victime. Si le racisme anti-blanc est un phénomène relativement marginal au regard des autres formes de racisme ou de l’antisémitisme, il doit faire l’objet de la même rigueur et de la même réprobation,. »
Pour Sihem Souid, chargée de mission au ministère de la Justice en 2013, « le racisme anti-blanc n'existe pas », et « Alain Finkielkraut, commentateur façon café du commerce de l'actualité, et ses adeptes ont popularisé cette notion fondée uniquement sur un sentiment ou une émotion ». L'insulte « sale blanc » ne relève pas selon elle du racisme, mais serait une « réaction épidermique de rejet ponctuel » car « en France, aujourd'hui, aucun “Blanc” n'est refusé à un emploi, à un logement, à la fonction de maire ou de député parce qu'il est “blanc” ». Elle résume : « En France, le racisme structurel ne touche pas les “Blancs” », une évidence et une réalité selon elle qui a échappé aux politiciens. « Quand un imbécile traite quelqu'un de “sale Blanc”, il ne porte préjudice à cette personne que conjoncturellement et non de manière systémique. À la grande différence du racisme anti-noir, anti-arabe, anti-juif, anti-roms... Ces racismes-là non seulement font système, mais renvoient aussi à un moment de leur propre histoire où ces groupes ont pu être considérés comme ceux de “sous-hommes” ou “inférieurs”. Il n'y a par conséquent aucun rapport entre le racisme dont sont victimes les “minorités” et l'insulte “sale Blanc”, sinon une différence de nature. ».
Le MRAP s'est penché sur cette question. Pour son coprésident Pierre Mairat : « Nous avons conscience des risques d'instrumentalisation. Mais la vraie question, c'est : est-ce que l'on nie [le racisme anti-Blancs] ou est-ce que l'on constate et analyse ? » La porte parole du PIR affirme que « le MRAP a peur d'être taxé d'islamo-gauchisme et veut devenir respectable » ; et le PIR « voit dans le nouveau contexte l'occasion de [recomposer] le mouvement antiraciste autour de son organisation pour défendre les “véritables racisés”, soit les immigrés originaires des anciennes colonies et leurs descendants. »
Le président de la LDH Pierre Tartakowsky voit dans l'action de la LICRA le risque de « banaliser l'idée que tout le monde est raciste […] Il peut y avoir des imbécillités chroniques, mais le racisme anti-Blancs, en soi, ça n'existe pas. » La présidente de SOS Racisme Cindy Léoni refuse ainsi de reprendre la formule de « “racisme anti-Blancs” : la notion de “racisme” tout court se suffit à elle-même. […] On ne va pas faire la course à l'échalote pour avoir à tout prix des dossiers de personnes blanches. Mais si l'occasion se présente, SOS Racisme pourrait faire comme la Licra. Le cœur du combat, c'est la laïcité, le communautarisme et l'obscurantisme ».

##### Dans l'opinion française
En décembre 2013, selon un sondage IFOP pour Valeurs actuelles, 47 % des Français estiment que le racisme antiblanc est « un phénomène assez répandu en France », contre 53% qui le jugent « assez marginal ». Au total, 83 % des sympathisants du Front national et 58 % des sympathisants de l'UMP considèrent que le racisme antiblanc est une réalité, contre 28 % chez les sympathisants de gauche. Inversement, 72 % des sympathisants de gauche estiment que le phénomène est assez marginal, contre 42 % des sympathisants de l'UMP et 17 % des sympathisants du Front national.
En juin 2020, selon un sondage IFOP pour la chaîne de télévision CNews et la radio Sud Radio, 47 % des Français estiment que le racisme antiblanc est « un phénomène assez répandu en France », contre 36% qui le jugent « assez marginal » et 17% qui ne se prononcent pas. Au total, 68% des sympathisants du Rassemblement national et 63 % des sympathisants des Républicains considèrent que le racisme antiblanc est une réalité, contre 44% chez ceux d'Europe Écologie Les Verts, 35% chez ceux de la République en marche, et 30% et 32% chez ceux des Socialistes et de la France Insoumise. La moitié environ des sympathisants de ces trois derniers partis considèrent que le phénomène est marginal ou inexistant. Les électeurs sans affiliation partisane sont 45% à le considérer comme une réalité, 30% à le considérer comme marginal ou inexistant, et environ deux fois plus nombreux (25%) que les électeurs affiliés à ne pas se prononcer,.
Le sociologue spécialiste du racisme Steve Garner analyse ce sondage en concluant qu'il est important et qu'il montre le « fantasme mobilisateur dans le discours politique contemporain » de l'idée du racisme inversé, et que les universitaires devraient réfléchir sur les objectifs de l'utilisation d'un tel concept comme stratégie politique. Il rappelle que ces discours politiques se sont pas fondés dans des études scientifiques, et il recommande de produire davantage d'études sur la rhétorique du « racisme anti-blanc ».

##### Affaires notables

###### Appel contre les violences antiblanches (2005)
À la suite des violences des manifestations lycéennes du 8 mars 2005 et leur médiatisation, l'article du journaliste Luc Bronner paru dans Le Monde le 15 mars 2005, « Manifestations de lycéens : le spectre des violences anti-Blancs » a provoqué une controverse médiatico-politique en France quant à la labellisation « anti-Blancs » de ces violences. Cet article mentionne les propos de jeunes des cités affirmant avoir participé aux violences : « Dans le discours de ces jeunes se cumulent des explications économiques (« se faire de l'argent facile »), ludiques (« le plaisir de taper ») et un mélange de racisme et de jalousie sociale (« se venger des Blancs »). » La LICRA considère comme avéré le caractère raciste des agressions. À la suite de l'article de Luc Bronner, un certain nombre de personnalités, notamment de gauche, comme Ghaleb Bencheikh, Alain Finkielkraut, Bernard Kouchner et Jacques Julliard ont lancé, le 25 mars 2005, un « Appel contre les “ratonnades anti-Blancs” », appel à l'initiative du mouvement sioniste de gauche Hachomer Hatzaïr et la radio communautaire juive Radio Shalom. Signataire de l'appel, le politologue Pierre-André Taguieff estime que les violences révèlent l'existence en France d'un racisme anti-Blancs, traduction d'une « racialisation du conflit social » et que le racisme n'est pas le seul fait des Blancs,. Sollicité pour signer le texte, le réalisateur Romain Goupil a refusé d'associer son nom à la caractérisation « anti-Blancs » d'un phénomène qu'il tient cependant pour raciste. L'essayiste Pascal Bruckner exprime sa satisfaction de constater que des intellectuels mettent enfin en avant un racisme anti-Blancs qu'il jugeait devoir être dénoncé comme tout autre forme de racisme dès 1983, dans un essai intitulé Le Sanglot de l'homme blanc et qui l'avait « mis au ban de la gauche pendant des années ».
SOS Racisme, le MRAP et la Ligue des droits de l'homme (LDH) fustigent un appel « irresponsable »,. De même, dans une tribune du quotidien Libération, le collectif de chercheurs CLARIS dénonce une polarisation sur la seule dimension raciale de phénomènes de violence. Selon l'historien Pap Ndiaye, le concept « qui reprend des thématiques qui ont cours depuis longtemps dans l'extrême droite » est « une contre-offensive [...] conservatrice », « une mise en accusation injuste de la France validée par une gauche bien-pensante qui par ailleurs ferme les yeux sur des formes de racisme qui ne correspondent pas à ce qu'elle veut entendre ». La sociologue Esther Benbassa condamne l'utilisation des mots « ratonnade », et « francophobie ».

###### Polémiques politiques
En septembre 2012, le secrétaire général de l'UMP Jean-François Copé écrit un manifeste dans lequel il dénonce le développement d'un « racisme antiblanc » en France,, citant des situations dont il aurait été témoin en tant que maire de Meaux. Interrogé sur le sujet, le Premier ministre Jean-Marc Ayrault reconnaît qu'un tel racisme « peut exister » ; toutefois, il indique qu'il faut faire « très attention quand on emploie des mots de cette nature », mettant en garde contre « une espèce de course poursuite derrière les idées du FN ». La ministre des Droits des femmes de son gouvernement, Najat Vallaud-Belkacem rejoint ce point de vue lorsque, dans son livre Raison de plus ! (2012), elle invite chacun à convenir de la réalité d'un tel racisme et à le condamner comme tous les autres.
En 2024, les membres de la Mission d’information sur l’avenir institutionnel des Outre-mer, mise en place par l'Assemblée nationale afin de rencontrer et recueillir les avis des responsables politiques, religieux, coutumiers et autres personnes de la société civile sur le dégel du corps électoral en Nouvelle-Calédonie,, rapportent notamment les propos du Président du Congrès de la Nouvelle-Calédonie, Roch Wamytan, indépendantiste Kanak, qui s'interroge sur l'éventualité qu'Emmanuel Macron veuille « recoloniser » la Nouvelle-Calédonie et conclut que « le seuil de tolérance des Blancs est déjà atteint. ». Des représentants de l'Union calédonienne opposée au dégel déclarent : « Si vous touchez au corps électoral, ce sera la guerre. Nos jeunes sont prêts à y aller. S’il faut en sacrifier mille, on le fera. ». Ces propos suscitent l'indignation de la présidente de la Province Sud, Sonia Backès qui évoque une population faisant selon elle preuve d'un « racisme extrême », souhaitant que « tout ce qui n’est pas de leur ethnie s’en aille » et traitant de « sales blancs » tous les non-kanaks, qu'ils soient européens, asiatiques ou océaniens,

###### Traitement juridique
L'arsenal juridique français permet de sanctionner les délits et crimes d'expression raciste. La loi sur la liberté de la presse de 1881 pénalise les discours de haine, de haine raciale en particulier,. Depuis la promulgation des lois dites « loi Lellouche » (février 2003) et « loi Perben II » (mars 2004), une motivation raciste avérée constitue une circonstance aggravante des délits tels que les violences ou le vol, et des crimes tels que le viol et le meurtre,. Cependant, la législation française ne catégorisant pas les infractions à caractère raciste selon l'origine ethnique de la victime, le traitement judiciaire de ces infractions ne fait jamais apparaître le terme « antiblanc » dans la qualification des faits incriminés,. Des organes de presse, en revanche, mettent parfois en avant ce qualificatif lorsqu'ils rapportent des affaires judiciaires exposant des faits de racisme à l'encontre d'une victime blanche.
Ainsi, par exemple, le 22 janvier 2014, le journal Le Monde publie un article intitulé « La première condamnation pour racisme anti-Blanc ». En écho, le même jour, Le Parisien titre un article « Le racisme anti-blanc, circonstance aggravante d'une agression à Paris ». Les deux textes rendent compte d'une affaire d'agression sur la voie publique, au cours de laquelle des insultes telles que « sale Blanc » ou « sale Français » ont été proférées. Au terme d'un procès, la cour d'appel de Paris a retenu la circonstance aggravante de « racisme ». Relatant l'audience correctionnelle tenue deux ans auparavant, l'hebdomadaire Le Point et le quotidien 20 minutes précisent que le Code pénal français ne distingue pas un « racisme antiblanc »,. Selon Me Naïma Moutchou, avocate de l'association antiraciste la LICRA, constituée partie civile dans l'affaire, la condamnation pénale pour racisme prononcée par la cour n'est pas la première dans l'histoire judiciaire française mais serait la troisième. La jurisprudence française fait en effet état de sentences similaires, sanctions d'insultes racistes, en 1998 à Nancy et en 2008 à Douai.
En réalité, outre les condamnations de 1998 et 2008, il semble qu'il y ait eu encore d'autres condamnations avant 2014. Comme par exemple celle prononcée en décembre 2012 par le tribunal correctionnel de Versailles contre un individu qui avait traité sa voisine de « sale blanche », sur fond de conflit de voisinage. Reconnu coupable « d’injures publiques à caractère raciste », il avait été condamné à 2 mois de prison avec sursis avec mise à l'épreuve pendant deux ans.
Depuis 2014, d'autres affaires pour « racisme anti-blanc » ont été jugées. Ainsi en mars 2016, la cour d'appel de Lyon a alourdi de trois mois de prison ferme la peine de première instance d'un individu condamné pour injures à caractère racial. Le prévenu avait traité de « sale blanc, sale Français » un passager d'un train,. Alain Jakubowicz, alors président de la Licra, se montre satisfait, déclarant : « Toutes les formes de racisme sont condamnables, d’où qu’elles viennent et indépendamment de la couleur de peau, de l’origine ou de la religion de la victime. Si le racisme anti-blanc est un phénomène relativement marginal au regard des autres formes de racisme ou de l’antisémitisme, il doit faire l’objet de la même rigueur et de la même réprobation ».
En revanche, l'arrêt de cette même juridiction, qui a condamné en janvier 2018 Saïdou, chanteur de hip-hop, à une peine d'un euro symbolique dans l'affaire qui l'opposait à l'AGRIF, est cassé sans renvoi le 11 décembre 2018 par la Cour de cassation. L'AGRIF avait porté plainte, en 2010, pour provocation à la haine et injure publique à caractère racial, contre le sociologue Saïd Bouamama et le rappeur de Lille, estimant que les paroles d'une chanson, Nique la France, extraites d'un livre-CD, portant le même titre et publié conjointement par les deux hommes, portaient atteinte à la communauté des « Français blancs dits de souche »,. En mars 2015, le tribunal correctionnel de Paris avait relaxé les deux hommes, jugeant, qu'au regard de la loi de 1881 sur la liberté de la presse, la notion de « Français blancs dits de souche » « ne recouvre aucune réalité légale, historique, biologique ou sociologique » et que la « race blanche n'est en aucune manière une composante juridique de la qualité des Français »,,. Neuf mois plus tard, sa décision était confirmée en appel. Début 2017, sur le pourvoi formé par l'AGRIF, la Cour de cassation, considérant que les propos poursuivis « désignent, à travers les références constituées par la représentation symbolique de la République, le drapeau français et l'hymne national, des personnes appartenant à la nation française », avait partiellement censuré l'arrêt de la cour d'appel de Paris et renvoyé les parties devant celle de Lyon,. En septembre 2018, Nick Conrad, un rappeur jusqu'alors quasi inconnu du grand public, poste sur YouTube le clip d'une chanson intitulée PLB, pour « Pendez les blancs »,. SOS Racisme, la LICRA et le MRAP condamnent le clip comme étant raciste, et la Délégation interministérielle à la lutte contre le racisme, l’antisémitisme et la haine anti-LGBT (DILCRAH) le signale auprès du procureur de la République. En mars 2019, Conrad est condamné pour provocation au crime à 5 000 euros d'amende avec sursis et à verser 1 000 € de dommages et intérêts à l'Alliance générale contre le racisme et pour le respect de l'identité française et chrétienne et la LICRA, qui se sont portées parties civiles,. Les juges ont notamment estimé que « les termes de la chanson, accompagnés d'images violentes et brutales, incitent directement l'internaute à commettre des atteintes à la vie sur les personnes de couleur blanche ».

#### Royaume-Uni
En 2019, une enquête gouvernementale de la Commission à l'égalité et aux droits humains (en) (EHRC) sur le racisme dans les universités relève que 9 % des étudiants blancs d'origine britannique affirment avoir été victimes de harcèlement raciste, incluant l'expression de sentiment anti-anglais, anti-gallois et anti-écossais (contre 29 % des étudiants noirs, 27 % des étudiants asiatiques/orientaux et 22 % des autres étudiants non blancs ou métissés). Des académiques de couleur condamnent la Commission pour avoir inclus le harcèlement envers les étudiants blancs dans les statistiques, ce qui montrerait selon eux une incompréhension inquiétante du racisme car il « minimise le racisme en incluant des groupes qui ne subissent pas un préjudice racial ». Des universitaires de renom et des représentants des étudiants noirs ont critiqué le fait de faire « une fausse équivalence entre ce qui est décrit comme du harcèlement racial subi par les étudiants et employés britanniques blancs (en) avec le racisme subi par leurs pairs noirs et de minorités ethniques ». Heidi Mirza, professeure de race, foi et culture à l'université de Londres, explique que « le racisme anti-noir, le racisme anti-asiatique, l'islamophobie et l'antisémitisme sont à une échelle différente du sentiment anti-anglais ». Le racisme subi par un Anglais était dans un exemple le fait de deux collègues gallois. L'EHRC n'a pas donné suite à des demandes d'enlever le harcèlement antiblanc du rapport, expliquant que « le rapport montrait clairement que le harcèlement racial était subi de manière prépondérante par les étudiants noirs et orientaux ».
Pour Hugh Schofield de la BBC, au Royaume-Uni, le terme de « racisme antiblanc » ne fait pas vraiment débat mais apparaît généralement dans le discours à l'occasion de faits divers. Thématique de l'extrême droite, qui est très marginale politiquement dans le pays, il est plus souvent abordé par des politiciens et intellectuels de gauche que de droite, qui craignent d'être accusés de proximité avec l'extrême droite. Le débat, qui porte aussi sur la discrimination contre les Blancs en ce qui concerne la distribution des allocations sociales, serait notamment abordé par le parti travailliste (gauche) par crainte « que la classe ouvrière blanche bascule à l'extrême droite si on ne parle pas de ces questions ».

#### Suisse
Selon Alma Wiecken, responsable de la Commission fédérale contre le racisme (CFR), en Suisse, « il n’est pas possible de parler de racisme généralisé ou systématique à l’encontre des Blancs, au contraire du racisme anti-Noirs ». En ce qui concerne les statistiques, elle relève que : « quelques cas de discrimination à l’encontre des Blancs ont été portés devant les autorités pénales depuis 1995 mais ceux-ci concernent moins de 1% des cas. Aucun nouveau cas n’a été enregistré depuis 2013, aucun incident discriminatoire à l’encontre de Blancs n’a été signalé ».

### Afrique

#### Afrique du Sud
Milton Shain, professeur émérite au département d'études historiques de l'université du Cap, a noté que les minorités indiennes, de couleur et blanches sont de plus en plus visées comme boucs émissaires par l'ANC. En 2001, l'ancien président sud-africain, Nelson Mandela, a critiqué l'intolérance raciale croissante des Sud-Africains noirs dans leurs attitudes envers les Sud-Africains d'autres groupes raciaux.
Selon Sharlene Swartz, les discours manifestant un ressentiment violent à l'égard des populations blanches sont répandus, mentionnant notamment les manifestations étudiantes en Afrique du Sud durant lesquelles l’inscription « fuck white people » (Je t’emmerde les blancs) est apparue sur des t-shirts et sur les murs. S'appuyant sur une étude de cas de 2013 sur quatre familles blanches à Newcastle, Michelle Peens et Bernard Dubbeld étudient les dispositifs institutionnels d’aide sociale dans la ville près de deux décennies après la fin de l’apartheid. Ils expliquent la rhétorique du « racisme inversé » pour expliquer la dépendance continue de ces familles blanches à l’aide sociale et leur incapacité à améliorer leurs conditions de vie.
En 1999, les médias sud-africains ont fait l’objet d’une enquête de la Commission sud-africaine des droits de l’homme sur le racisme. Les journaux grand public en réponse à ces accusations de racisme, auraient utilisé deux stratégies pour nier l'existence du racisme et inverser les accusations : premièrement, en relativisant l'utilité de l'antiracisme en l'opposant aux « valeurs démocratiques », en accusant les antiracistes d'exagérer l'importance du « racisme bénin », et en réclamant de réserver la lutte aux cas de « racisme grave » qui seraient caractérisés par des éruptions de violence verbale; et secondement, en se posant comme « apolitiques » pour accuser les antiracistes de ne pas connaître la véritable définition du racisme, d'être trop « politiquement corrects » et d'avoir des intentions politiques cachées.
Dans un sondage de 2018 de l'Institute of Race Relations, les Blancs sont la catégorie ethnique qui rapporte le plus souvent avoir été victime de racisme, avec 53 % des répondants, contre 47 % des Coloured, 20 % des Indiens et 23 % des Noirs.

#### Zimbabwe

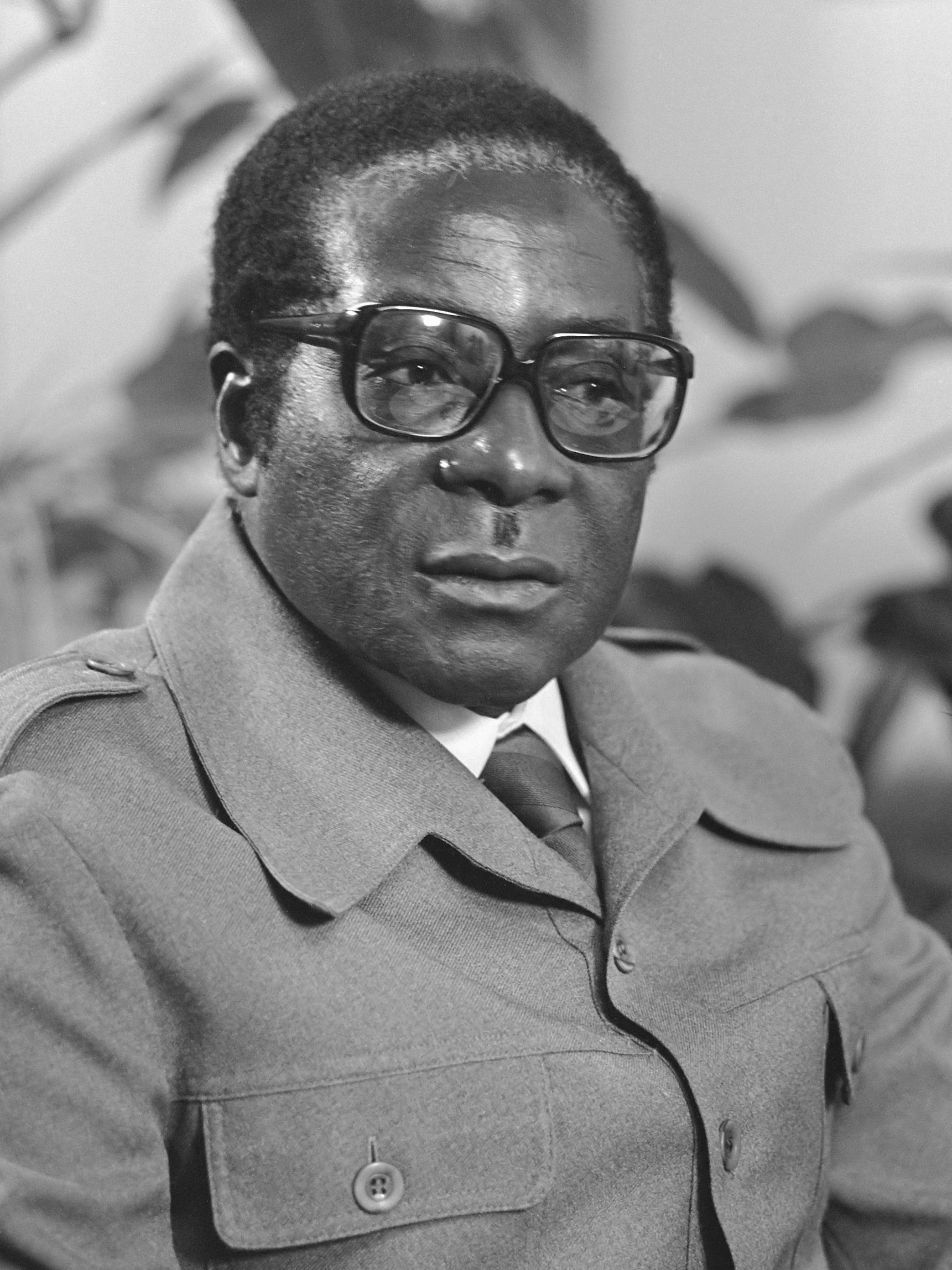
Sous le régime de Robert Mugabe (photographié en 1979), des discriminations et des violences sont perpétrées contre la communauté blanche du pays, avec la participation et l'encouragement de l'État.

Après la dissolution de la Rhodésie et l'indépendance du Zimbabwe qui met fin à la domination britannique en 1980, le parti de l'Union nationale africaine du Zimbabwe - Front patriotique (ZANU-PF) arrive au pouvoir, avec notamment la présidence de Robert Mugabe. Dans la politique zimbabwéenne se forme une idéologie appelée « nativisme », qui conçoit la citoyenneté zimbabwéenne comme un attachement à l'identité précoloniale : le ZANU et le ZAPU mettant en avant les « fils et filles de la terre » comme citoyens authentiques par opposition aux Blancs étrangers par nature (amabhunu, terme importé d'Afrique du Sud qui fait référence aux Boers),. À cette époque, la plupart des terres agricoles appartiennent aux Blancs,. Une politique d'expropriation des terres est alors mise en place, dans l'objectif d'annuler les appropriations de terre qui ont eu lieu lors de la colonisation européenne. Le parti, dirigé par Mugabe, confisque les terres des agriculteurs Blancs et les expulse de leurs fermes. Durant ce mouvement de confiscation, qui n'est pas seulement le fait des forces de l'État mais est soutenu par lui, plusieurs fermiers sont assassinés,,. Sous le régime de Mugabe, des discriminations et des violences sont perpétrées contre la communauté blanche du pays, avec la participation et l'encouragement de l'État,. Mugabe est régulièrement accusé de nourrir les hostilités envers les fermiers blancs du Zimbabwe et de les rendre responsables de l'échec de sa réforme agraire pour sauver son pouvoir,,. 
À plusieurs reprises, Mugabe tient des propos haineux à l'encontre de la minorité blanche du pays, qualifiant notamment les Rhodésiens blancs d'« exploiteurs sanguinaires », de « tueurs sadiques » et de « racistes purs et durs ». Il appele ses partisans à « semer la peur dans le cœur de l'homme blanc, notre véritable ennemi », et accuse ses opposants noirs d'être dupés par les Blancs. Dans un exemple typique, tiré d'une allocution radiophonique de 1978, Mugabe déclare : « Freinons [l'homme blanc] jusqu'à sa défaite. Faisons sauter sa citadelle. Ne lui laissons aucun répit. Poursuivons-le dans tous les recoins. Débarrassons notre pays de cette vermine de colons. ». Toutefois, selon la chercheuse postcoloniale sud-africaine Benita Parry, il faut faire attention à ne pas prendre le nativisme pour un « racisme anti-raciste ». Pour la professeure allemande Susan Arndt (de) également, la violence dictatoriale du régime de Mugabe, qui est dirigée envers l'ancienne classe dominante de la colonie, ne doit pas être confondue avec du racisme,.
Depuis, la population blanche zimbabwéenne n'a cessé de diminuer, passant de 260 000 en 1975 à environ 30 000 personnes en 2014. En décembre 2008, le Communauté de développement d'Afrique australe (CDAA), dans l'affaire Mike Campbell (Pvt) Ltd v Zimbabwe (en), accuse Mugabe et son gouvernement de mener une campagne politique raciste au cours de laquelle les confiscations de terres ont été effectuées de manière discriminatoire. Le gouvernement et la Cour suprême du Zimbabwe contestent alors la décision du tribunal. Cependant, en 2016, constatant la répercussion néfaste de ses mesures sur la production agricole, Robert Mugabe appelle au retour au pays des fermiers blancs contraints à l'exil. En 2017, le discours inaugural du nouveau président Emmerson Mnangagwa promet de verser une compensation aux agriculteurs blancs dont les terres ont été saisies lors du programme de réforme agraire. Rob Smart devient le premier agriculteur blanc dont les terres sont restituées après l'investiture du président Mnangagwa. Lors du Forum économique mondial de 2018 à Davos, Mnangagwa déclare également que son nouveau gouvernement estime que la réflexion sur les lignes raciales dans l'agriculture et la propriété foncière est « dépassée » et devrait être une « philosophie du passé ».